# Аз-Зіяра (нохія)
Аз-Зіяра (араб. ناحية الزيارة) — нохія у Сирії, що входить до складу району Ес-Сукейлябія провінції Хама. Адміністративний центр — м. Аз-Зіяра.
| Сирія | Це незавершена стаття з географії Сирії. Ви можете допомогти проєкту, виправивши або дописавши її. |